# Юзеф Торосевич

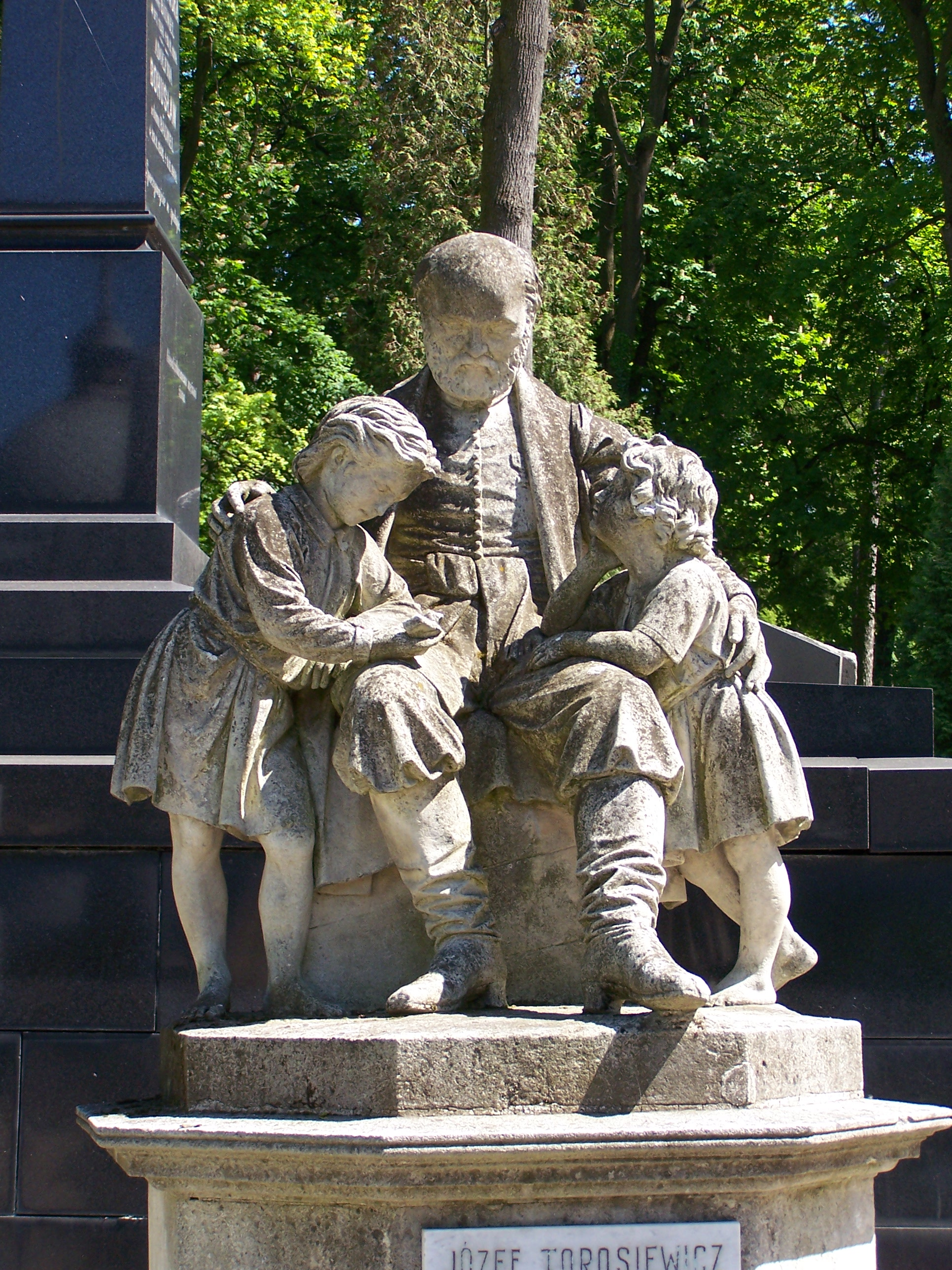
Пам'ятник Юзефу Торосевичу на Личаківському цвинтарі Львова

Юзеф Торосевич (пол. Józef Torosiewicz; 1784, Станиславів або Львів — 1869, Львів) — польський доктор медицини вірменського походження, громадський діяч, меценат, засновник вірменського науково-виховного закладу (притулку для вірменських хлопчиків-сиріт) у Львові.

## Біографія
Представник сімейства Торосевичів, яке дало Львову і Станиславову кількох відомих діячів. Серед них — молодший брат Юзефа — Теодор Торосевич, учений-хімік, організатор перших галицьких курортів . Вірмени Торосевичі осіли в Станиславові з часів його заснування, серед предків Юзефа були купці, ремісники, члени міської ради.
Допомагав братові, Теодору Торосевичу, в дослідженнях і пошуку мінеральних джерел Прикарпаття. Сприяв виникненню і розвитку багатьох курортів цього краю.
Разом з братом був меценатом, вів значну благодійну діяльність — гонорари за наукові праці і частину власних коштів передавав студентам, які навчалися у Відні або в Львівському університеті і школах міста, допомагав дитячим притулкам і лікарням.
У 1865 році за свої кошти заснував притулок для вірменських хлопчиків-сиріт у Львові — бурсу Юзефа Торосевича. Після смерті заповів усі свої заощадження дітям-сиротам.
Помер у Львові і похований на Личаківському цвинтарі. За іншими даними, похований у дворику львівського Вірменського кафедрального собору Успіння Пресвятої Богородиці.
Вдячні городяни провели збір пожертв і в 1871 році встановили на могилі мецената Юзефа Торосевича пам'ятник. Пам'ятник являє собою скульптурну групу: доктор Ю. Торосевич по-батьківськи притуляє до себе двох босоногих дітей-сиріт, один з яких тримає розкриту книжку.